# Walpole (Norfolk)
Walpole is een civil parish in het bestuurlijke gebied King's Lynn en West Norfolk, in het Engelse graafschap Norfolk met 1804 inwoners.